# Borzas vértő
A borzas vértő (Onosma visianii ) a borágófélék családjába tartozó, dolomitsziklagyepeken élő, délkelet-európai növény.

## Megjelenése

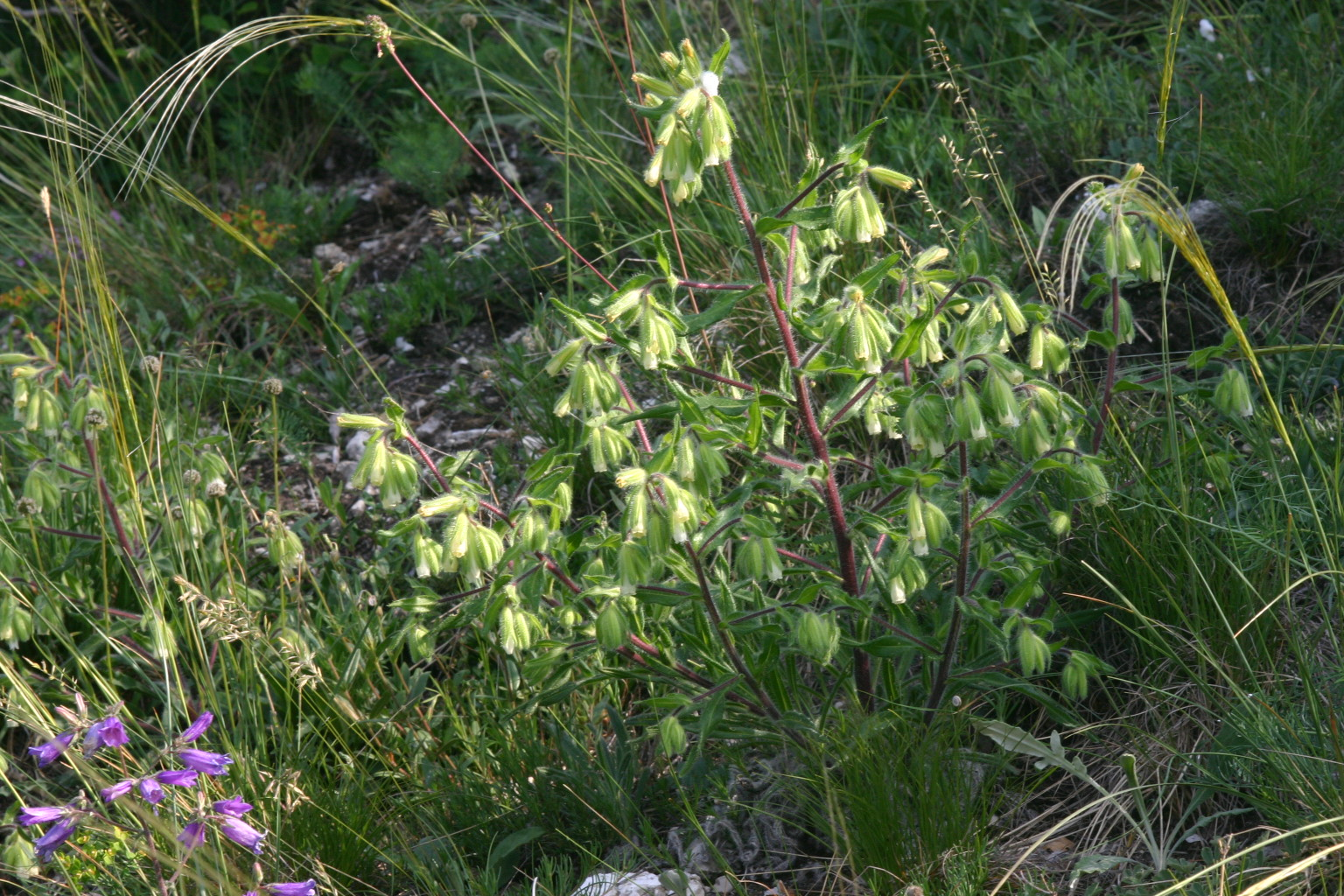

A borzas vértő 30–50 cm magas, kétéves növény. A föld alatt erőteljes, vörös gyöktörzse van. Az első évben csak tőlevélrózsát növeszt, ami egy sörteszőrös-tüskés fűcsomóra hasonlít. Levelei ebben 10–25 cm hosszúak, szálas-lándzsás alakúak, színük erősen szőrözött, míg a fonákjukon csak a főér sörtés. A második évben a tőlevélrózsából nő ki 30–50 cm-es, vörösesbarna, dúsan sörtés, terebélyes, sokszorosan elágazó szára. Oldalágai szinte vízszintesek.
Május-júniusban virágzik. Halványsárga, csőszerűen összenőtt szirmú, a csészéből alig kiemelkedő, kétivarú virágai az ágak végén helyezkednek el. A csésze 10–17 mm, míg a párta 15–20 mm hosszú. Öt porzója ránőtt a pártacsőre.
Termése 4–5 mm-es, négyosztatú makkocska. Ha termései megérnek, a szár elszárad, letörik a tövéről és a szél tovagörgeti, eközben elszórja magvait. 

## Elterjedése és termőhelye
Elsősorban a Balkán-félszigeten és Délkelet-Európában honos. Elterjedésének északi határa Alsó-Ausztria.
Száraz dolomit- vagy mészkő-sziklagyepek növénye. 
Magyarországon védett, természetvédelmi értéke 5 000 Ft.